# Bahnstrecke Dedelow–Fürstenwerder
| Das Empfangsgebäude des Endbahnhofs Fürstenwerder ist erhalten geblieben. |                                                                        |                |                |
| Kursbuchstrecke: | 926 (1978) 125g (Dedelow – Falkenhagen (Uckm) 04.11.1946) 113 c (1934) |                |                |
| Streckenlänge: | 15,9 km                                                                |                |                |
| Spurweite: | 1435 mm (Normalspur)                                                   |                |                |
| Zweigleisigkeit: | nein                                                                   |                |                |
| |                                                                        |                |                |
| \| \| \| von Prenzlau \| \| \| \| 6,60 \| Dedelow \| 35 m ü. NHN \| \| \| \| nach Strasburg \| \| \| \| 9,40 \| Falkenhagen \| 56 m ü. NHN \| \| \| 10,70 \| Friedenshof \| 64 m ü. NHN \| \| \| 12,80 \| Rittgarten \| 72 m ü. NHN \| \| \| 15,60 \| Augustfelde \| 89 m ü. NHN \| \| \| 17,19 \| Kraatz \| 91 m ü. NHN \| \| \| 20,12 \| Wilhelmshayn \| 92 m ü. NHN \| \| \| 22,39 \| Fürstenwerder \| 100 m ü. NHN \| |                                                                        |                |                |
| Strecke (außer Betrieb) |                                                                        | von Prenzlau   | von Prenzlau   |
| Bahnhof (Strecke außer Betrieb) | 6,60                                                                   | Dedelow        | 35 m ü. NHN    |
| Abzweig geradeaus und nach rechts (Strecke außer Betrieb) |                                                                        | nach Strasburg | nach Strasburg |
| Haltepunkt / Haltestelle (Strecke außer Betrieb) | 9,40                                                                   | Falkenhagen    | 56 m ü. NHN    |
| Haltepunkt / Haltestelle (Strecke außer Betrieb) | 10,70                                                                  | Friedenshof    | 64 m ü. NHN    |
| Haltepunkt / Haltestelle (Strecke außer Betrieb) | 12,80                                                                  | Rittgarten     | 72 m ü. NHN    |
| Haltepunkt / Haltestelle (Strecke außer Betrieb) | 15,60                                                                  | Augustfelde    | 89 m ü. NHN    |
| Haltepunkt / Haltestelle (Strecke außer Betrieb) | 17,19                                                                  | Kraatz         | 91 m ü. NHN    |
| Haltepunkt / Haltestelle (Strecke außer Betrieb) | 20,12                                                                  | Wilhelmshayn   | 92 m ü. NHN    |
| Kopfbahnhof Streckenende (Strecke außer Betrieb) | 22,39                                                                  | Fürstenwerder  | 100 m ü. NHN   |

Die Bahnstrecke Dedelow–Fürstenwerder war eine eingleisige, nicht elektrifizierte Bahnstrecke in der Uckermark im Norden des Landes Brandenburg. Sie wurde zunächst als Kleinbahn betrieben, gehörte zu den Prenzlauer Kreisbahnen, nach 1945 zur Deutschen Reichsbahn. Die Strecke war von 1902 bis 1978 in Betrieb.

## Geschichte

Bahnhof Fürstenwerder mit Zugangsstraße um 1910

Bald nachdem im Jahr 1892 das Preußische Kleinbahngesetz erlassen worden war, gab es eine Reihe von Plänen, das meist landwirtschaftlich genutzte Gebiet der Uckermark mit Kleinbahnstrecken zu erschließen. Auch der Ort Fürstenwerder, der 1817 seine Stadtrechte aufgegeben hatte, sollte an das Eisenbahnnetz angeschlossen werden. Während einerseits klar war, dass eine Stichbahn in diesen vergleichsweise kleinen Ort kaum wirtschaftlich sein konnte, legte andererseits der Landkreis Wert auf eine möglichst vollständige Erschließung seines Gebiets, zumal Mitte der 1890er Jahre der Bau einer Zuckerfabrik in Fürstenwerder geplant war. So sprach sich der Kreistag 1898 für den Bau einer Bahn nach Fürstenwerder aus. Im Frühling 1899 schlug die Mecklenburgische Friedrich-Wilhelm-Eisenbahn-Gesellschaft den Bau einer durchgehenden Strecke von Neustrelitz über Feldberg und Fürstenwerder nach Prenzlau vor. Dieser Vorschlag stieß zunächst auf Zustimmung, erwies sich jedoch bald aufgrund der schwierigen topographischen Verhältnisse mit für Norddeutschland ungewöhnlich großen Höhenunterschieden und einer Reihe von Seen als nur mit sehr großem Aufwand realisierbar und wurde verworfen.
So entschied man sich für den Bau einer Stichbahn, die in Dedelow von der zeitgleich gebauten Bahnstrecke Prenzlau–Strasburg abzweigen sollte. Am 1. Dezember 1902 fanden die Eröffnungsfeierlichkeiten der Strecken mit einer Sonderfahrt für geladene Gäste statt, einen Tag später wurde der reguläre Zugbetrieb aufgenommen.

Schotterwerk Fürstenwerder um 1910

Im Frühling 1909 eröffnete eine Gesellschaft aus Groß Lichterfelde bei Berlin südlich von Fürstenwerder ein Schotterwerk. Es wurde mit einer 1,85 Kilometer langen Privatanschlussbahn an den Bahnhof Fürstenwerder angebunden und sorgte für erheblichen Güterverkehr auf der Strecke.
Am 26. Oktober 1912 ereignete sich im Bahnhof Fürstenwerder ein schwerer Unfall, als ein Schotterzug durch Verschulden des Lokführers mit voller Geschwindigkeit in den Bahnhof Fürstenwerder und über den Prellbock hinausfuhr. Dabei wurden der Reservelokführer und der Hilfsschaffner getötet, zwei Personen wurden verletzt. Bereits im Jahr 1913 wurde das Schotterwerk wieder geschlossen und die Anschlussbahn abgebaut.
Unabhängig vom Bau der Kleinbahnstrecke hatten sich die Preußischen Staatseisenbahnen bereits seit 1890 mit dem Bau einer Bahnstrecke von Templin über Fürstenwerder nach Strasburg und weiter nach Ducherow beschäftigt. Im Jahr 1913 wurde der südliche Abschnitt dieser Linie, die Bahnstrecke Fährkrug–Fürstenwerder, eröffnet. Ihre Verlängerung nach Strasburg sollte wenige Jahre darauf in Betrieb gehen, wurde jedoch durch den Ersten Weltkrieg zurückgestellt. Nach Kriegsende gab es erneut Planungen und Vorarbeiten für eine Streckenverlängerung, diese wurden jedoch nie vollendet. Die Staatsbahn besaß in Fürstenwerder einen eigenen Bahnhof, etwa 700 Meter südlich des Kleinbahnhofs. Beide Strecken wurden in Fürstenwerder niemals verbunden, obwohl es auch hierfür immer wieder Planungen gegeben hatte.
Nach dem Zweiten Weltkrieg wurde der größte Teil des Streckennetzes der Prenzlauer Kreisbahnen als Reparationsleistung an die Sowjetunion demontiert. Der Abschnitt von Dedelow nach Falkenhagen blieb erhalten, auch die Verbindung von Prenzlau wurde nicht demontiert. Ab Mitte 1946 begann der rasche Wiederaufbau der demontierten Teilstrecken. Sie sollten nach Befehl 233 der sowjetischen Militäradministration bis September 1946 wieder fertiggestellt sein. Spätestens ab Oktober 1946 ging der Abschnitt von Falkenhagen nach Fürstenwerder erneut in Betrieb, zunächst für Rübentransporte und Bauzüge, spätestens ab Mai 1947 auch für den Personenverkehr. Die Strecke kam 1949 wie das gesamte Netz der Kreisbahn zur Reichsbahndirektion Greifswald der Deutschen Reichsbahn.
Seit Anfang der 1960er Jahre sank das Verkehrsaufkommen sowohl im Reise- als auch im Güterverkehr aufgrund des wachsenden Straßennetzes.
Der Personenverkehr auf der Strecke war stets gering. Im Wesentlichen bestand er von der Streckeneröffnung an bis zur Verkehrseinstellung aus drei Zugpaaren am Tag, die von und nach Prenzlau durchgebunden wurden. Nur in den Jahren nach dem Zweiten Weltkrieg waren es zwei Zugpaare.
Am 30. September 1978 wurde der Personenverkehr auf der Strecke endgültig eingestellt. Heute ist die Strecke vollständig abgebaut.

## Streckenverlauf und Anlagen

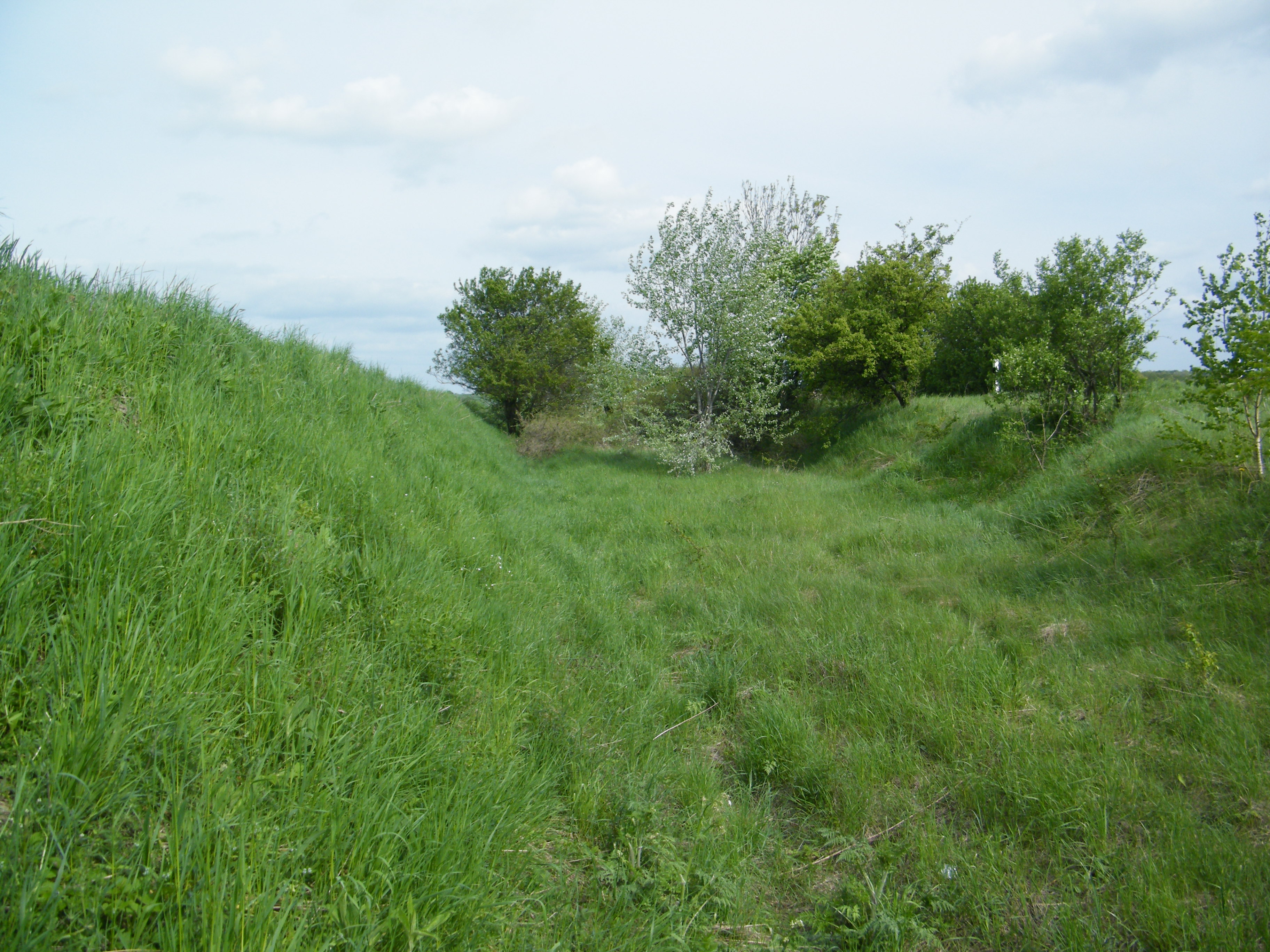
Streckeneinschnitt bei Falkenhagen (2010)

Die Strecke begann im Bahnhof Dedelow und führte im Wesentlichen in westliche Richtung durch hügelige, landwirtschaftlich genutzte Landschaft. Sowohl der Ast nach Strasburg als auch der nach Fürstenwerder sind ausgehend vom Kreisbahnhof Prenzlau kilometriert, so dass die Strecke nach Fürstenwerder im Bahnhof Dedelow bei Kilometer 6,6 begann.
Nur die Streckenendpunkte in Dedelow und Fürstenwerder waren als Bahnhöfe gebaut worden, die Unterwegsstationen waren Haltestellen mit an beiden Enden in das Hauptgleis mündenden Ladegleisen für den lokalen Güterverkehr.
Die Zwischenstationen besaßen allenfalls kleine Gebäude mit Warteraum und Raum für die Stückgutaufbewahrung. Der Bahnhof Dedelow besaß ein kleines massives Gebäude. Nur der Bahnhof Fürstenwerder (bis 1951 Fürstenwerder Kreisbahn genannt) besitzt ein größeres, zweigeschossiges Empfangsgebäude, das bis heute erhalten geblieben ist und auch nach Streckenschließung als Gaststätte genutzt wurde. Die Station besaß drei Hauptgleise und ein Ladegleis mit Rampe. Außer der von 1909 bis 1913 bestehenden Anschlussbahn zum Schotterwerk gab es auch bis 1922 einen Anschluss zu einer Ziegelei.
Alle Zwischenstationen wurden bereits bei Streckeneröffnung im Jahr 1902 in Betrieb genommen. Einzige Ausnahme bildete Friedenshof, das für den Personenverkehr erst am 17. Mai 1953 eröffnet wurde. Vorher befand sich hier eine Ladestelle mit dem Namen Rahnshof, benannt nach dem Eigentümer des nahegelegenen landwirtschaftlichen Betriebs. Hier gab es auch eine Feldbahn.